# Список главных тренеров, выигравших Южноамериканский кубок

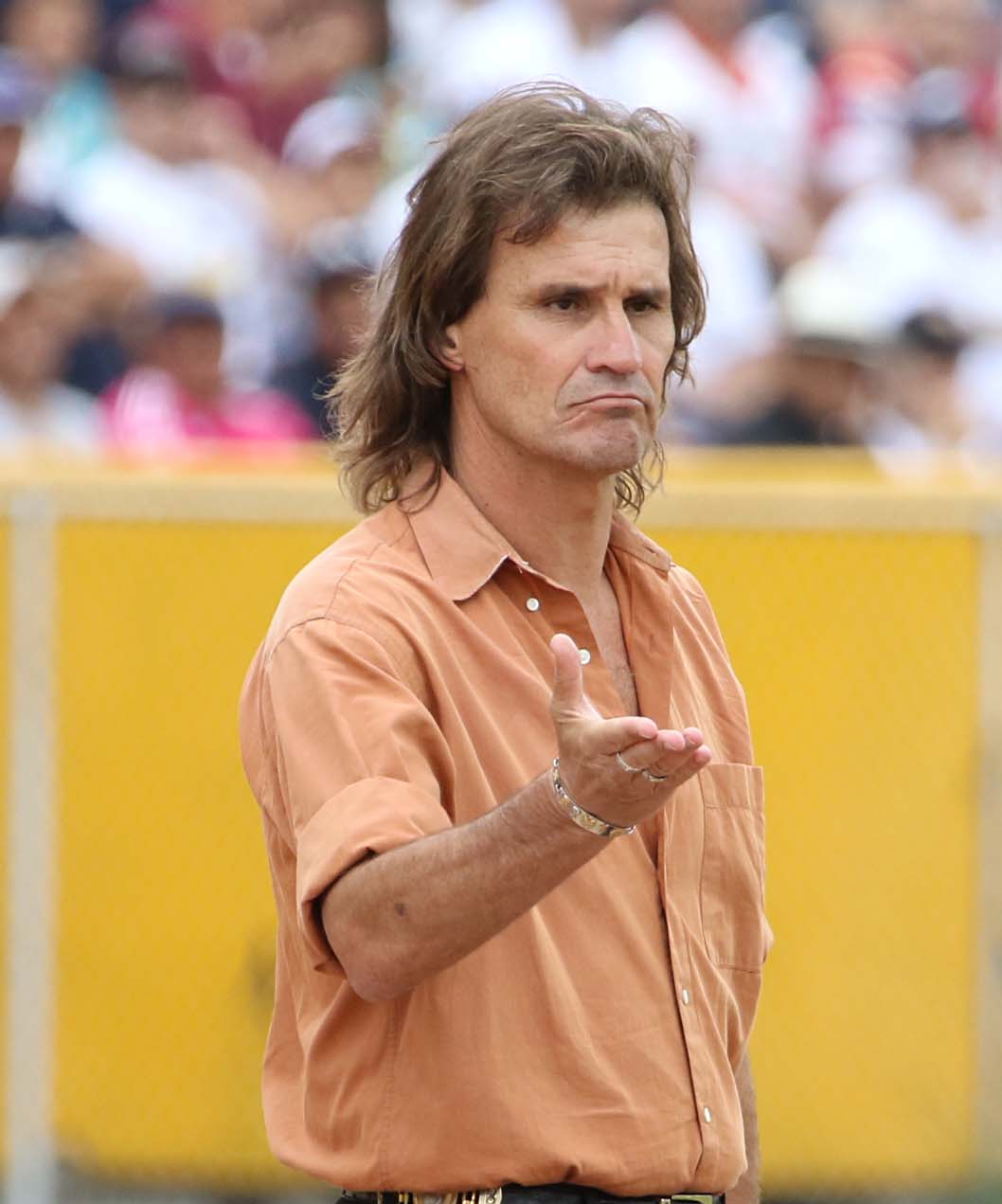
Рубен Дарио Инсуа в 2002 году выиграл первый розыгрыш ЮАК с «Сан-Лоренсо».

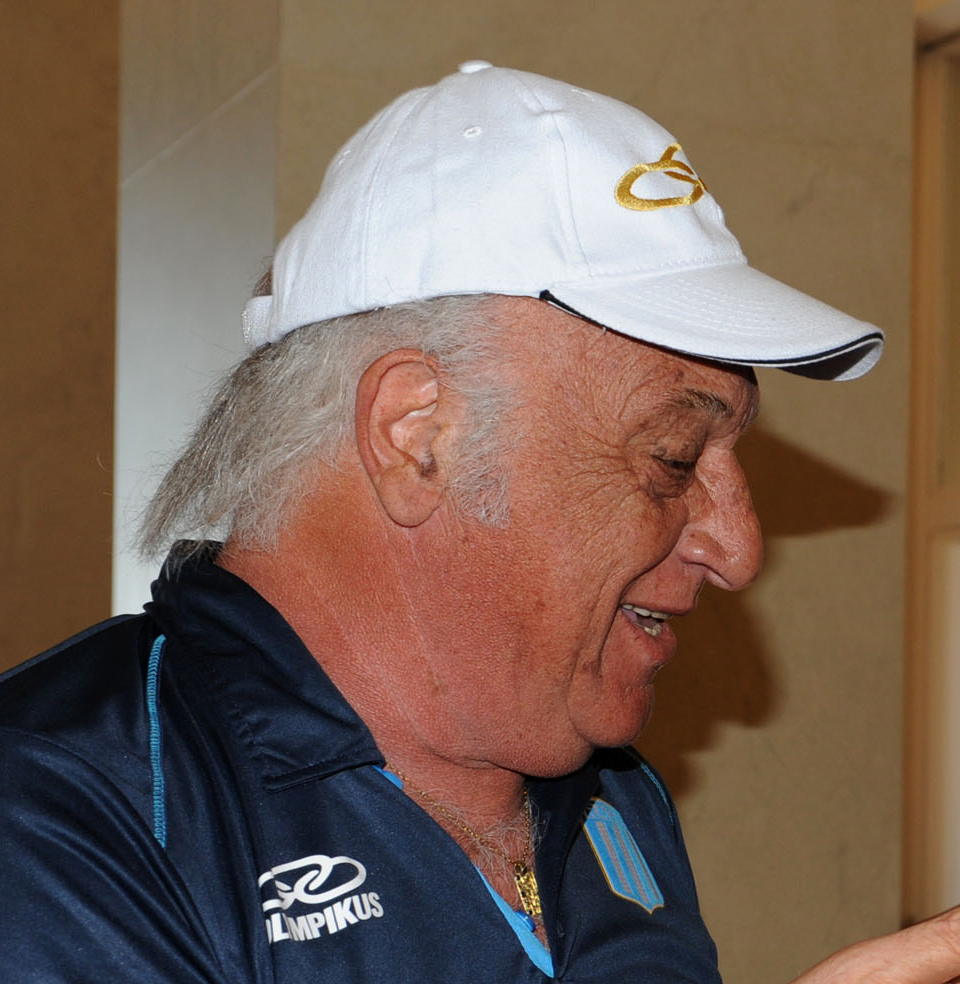
Альфио Басиле в 1988 году привёл «Расинг» к победе в Суперкубке Либертадорес, а в 2005 году завоевал ЮАК с «Бокой».

Ниже представлен список главных тренеров, выигравших Южноамериканский кубок (ЮАК).
Первый розыгрыш Южноамериканского кубка состоялся в 2002 году, его победителем стал «Сан-Лоренсо де Альмагро», который возглавлял Рубен Дарио Инсуа. Аргентинские тренеры являются рекордсменами по числу побед — на их счету 11 трофеев, причём в девяти случаях они возглавляли аргентинские же клубы. В 2011 году аргентинец Хорхе Сампаоли выиграл Южноамериканский кубок с чилийским «Универсидадом де Чили», а в 2022 году Мартин Ансельми привёл к победе эквадорский «Индепендьенте дель Валье».
Второе место по числу побед занимают бразильские специалисты — все пять раз они возглавляли клубы из родной страны. В 2016 году вышедший в финал клуб «Шапекоэнсе» разбился в Колумбии в авиакатастрофе, после чего КОНМЕБОЛ по просьбе их соперников «Атлетико Насьоналя» признала команду из Шапеко победителем турнира. По этой причине Кайо Жуниор стал единственным тренером, признанным победителем ЮАК посмертно.
Уругвайские тренеры обе свои победы в турнире одержали с зарубежными клубами — Хорхе Фоссати в 2009 году завоевал ЮАК с эквадорским ЛДУ Кито, а Херардо Пелуссо в 2015 году привёл к победе колумбийский «Санта-Фе».
Единственным тренером, который завоёвывал трофей как в качестве игрока (с «Бокой Хуниорс» в 2004 и 2005 годах), так и в качестве тренера, стал в 2013 году Гильермо Баррос Скелотто. Более того, в ходе того турнира он получил дисквалификацию на четыре матча, и в 1/4 и 1/2 финала «Ланус» тренировал брат-близнец и помощник Гильермо — Густаво Баррос Скелотто. Это единственный случай «совместной победы» двух тренеров, к тому же братьев-близнецов.
По состоянию на 2022 год, все розыгрыши Южноамериканского кубка выиграли разные тренеры.

## Список победителей по годам

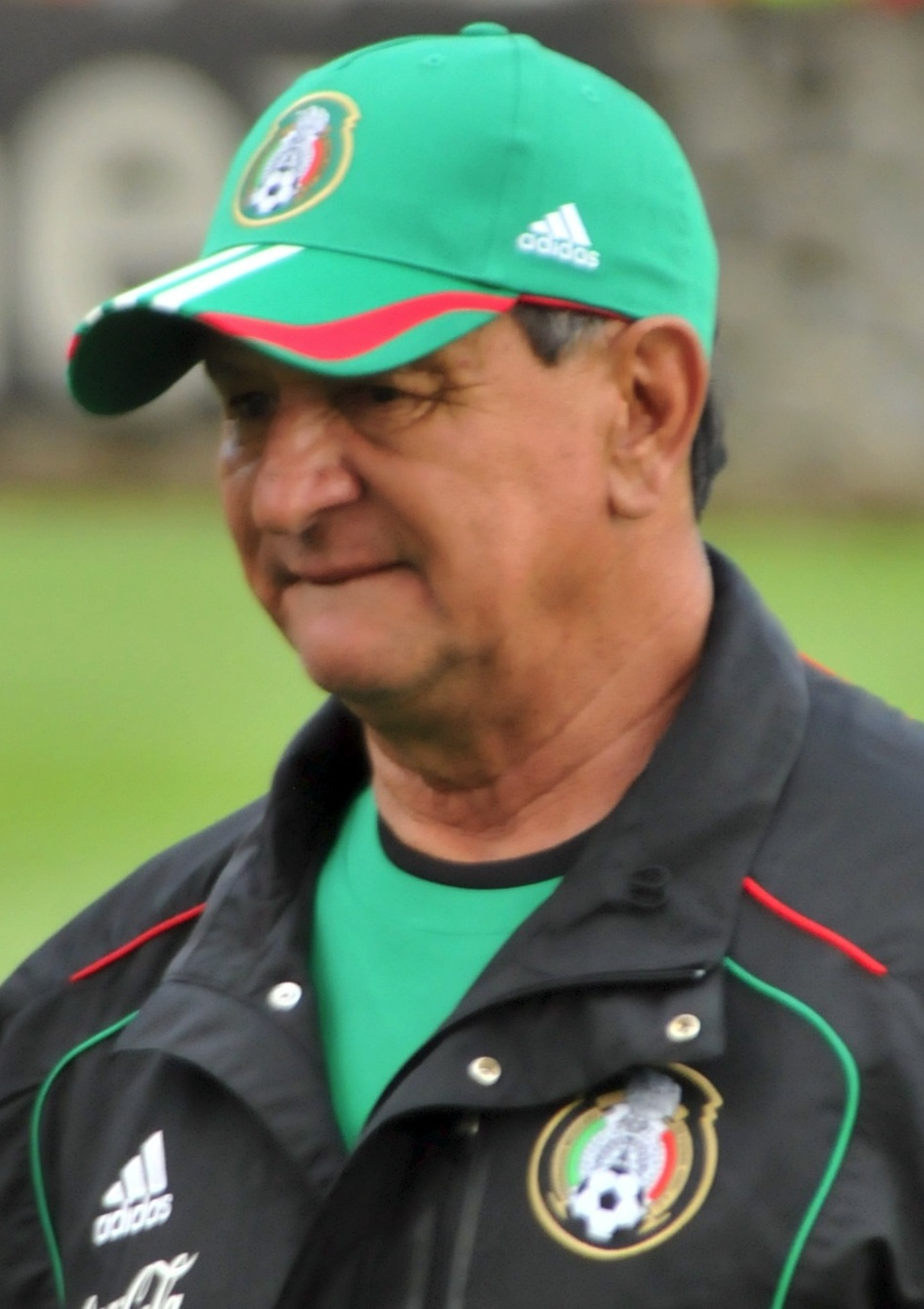
Энрике Меса — первый представитель другой конфедерации, приведший команду к победе в клубном турнире КОНМЕБОЛ.

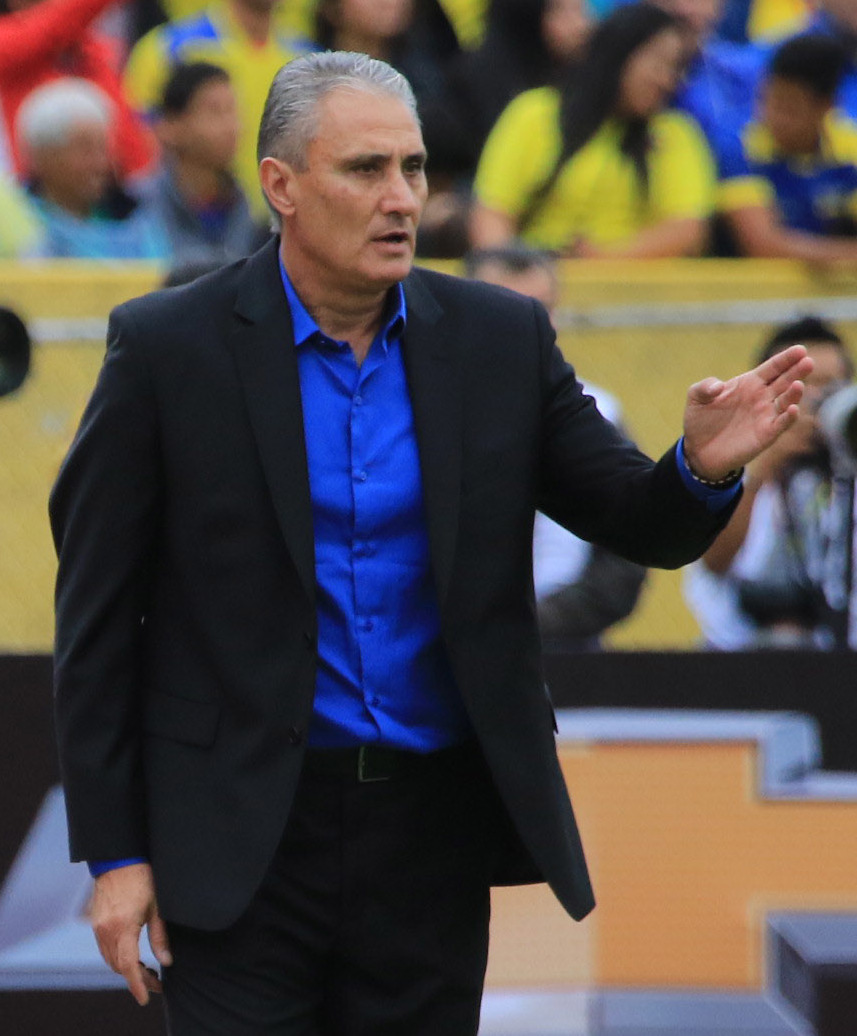
Тите — первый бразилец, приведший свой клуб к победе в ЮАК.

| Финал | Национальность                              | Тренер-победитель                                                                                | Клуб                     | Прим.                                            |
| ----- | ------------------------------------------- | ------------------------------------------------------------------------------------------------ | ------------------------ | ------------------------------------------------ |
| 2002  | Аргентина                                   | Рубен Дарио Инсуа                                                                                | Сан-Лоренсо              | [ 1 ]                                            |
| 2003  | Перу                                        | Фредди Тернеро                                                                                   | Сьенсиано                | [ 2 ]                                            |
| 2004  | Аргентина                                   | Хорхе Хосе Бенитес                                                                               | Бока Хуниорс             | [ 3 ]                                            |
| 2005  | Аргентина                                   | Альфио Басиле                                                                                    | Бока Хуниорс             | [ 4 ]                                            |
| 2006  | Мексика                                     | Энрике Меса                                                                                      | Пачука                   | [ 5 ]                                            |
| 2007  | Аргентина                                   | Густаво Альфаро                                                                                  | Арсенал (Саранди)        | [ 6 ]                                            |
| 2008  | Бразилия                                    | Тите                                                                                             | Интернасьонал            | [ 7 ]                                            |
| 2009  | Уругвай                                     | Хорхе Фоссати                                                                                    | ЛДУ Кито                 | [ 8 ]                                            |
| 2010  | Аргентина                                   | Антонио Мохамед                                                                                  | Индепендьенте            | [ 9 ]                                            |
| 2011  | Аргентина                                   | Хорхе Сампаоли                                                                                   | Универсидад де Чили      | [ 10 ]                                           |
| 2012  | Бразилия                                    | Ней Франко                                                                                       | Сан-Паулу                | [ 11 ]                                           |
| 2013  | Аргентина · Аргентина                       | Гильермо Баррос Скелотто Густаво Баррос Скелотто                                                 | Ланус                    | [ 12 ] [ 13 ] [ 14 ] [ 15 ]                      |
| 2014  | Аргентина                                   | Марсело Гальярдо                                                                                 | Ривер Плейт              | [ 16 ]                                           |
| 2015  | Уругвай                                     | Херардо Пелуссо                                                                                  | Санта-Фе                 | [ 17 ]                                           |
| 2016  | Бразилия                                    | Кайо Жуниор                                                                                      | Шапекоэнсе               | [ 18 ] [ 19 ] [ 20 ]                             |
| 2017  | Аргентина                                   | Ариэль Холан                                                                                     | Индепендьенте            | [ 21 ]                                           |
| 2018  | Бразилия                                    | Тиаго Нунес                                                                                      | Атлетико Паранаэнсе      | [ 22 ]                                           |
| 2019  | Испания                                     | Мигель Анхель Рамирес Исмаэль Рескальво                                                          | Индепендьенте дель Валье | [ 23 ] [ 24 ] [ 25 ] [ 26 ] [ 27 ] [ 28 ]        |
| 2020  | Аргентина                                   | Эрнан Креспо                                                                                     | Дефенса и Хустисия       | [ 29 ]                                           |
| 2021  | Бразилия · Португалия · Бразилия · Бразилия | Пауло Аутуори (7 игр) Антониу Оливейра (4 игры) Бруно Лазарони (1 игра) Алберто Валентин (финал) | Атлетико Паранаэнсе      | [ 30 ] [ 31 ] [ 32 ] [ 33 ] [ 34 ] [ 35 ] [ 36 ] |
| 2022  | Аргентина                                   | Мартин Ансельми                                                                                  | Индепендьенте дель Валье | [ 37 ] [ 38 ]                                    |
| 2023  | Аргентина                                   | Луис Субельдия                                                                                   | ЛДУ Кито                 |                                                  |
| 2024  | Аргентина                                   | Густаво Костас                                                                                   | Расинг                   |                                                  |

## Главные тренеры по национальности
В этой таблице указано количество побед по национальности главных тренеров.
| Национальность | Количество побед |
| -------------- | ---------------- |
| Аргентина      | 12               |
| Бразилия       | 5                |
| Уругвай        | 2                |
| Испания        | 2                |
| Перу           | 1                |
| Мексика        | 1                |
| Португалия     | 1                |